# 中央精密工程研究所
中央精密工程研究所（俄语：Центральный научно-исследовательский институт точного машиностроения ，简写：АО ЦНИИТОЧМАШ ，英语：TsNIITochMash）是隶属于俄罗斯国家技术集团的一家军工企业，该机构成立于1944 年 5 月 17 日。该机构主要开发和生产各类小型武器及其弹药、军事装备、迫击炮和火炮系统、光电器件、运动和狩猎弹药、运输和储存密封容器、轻武器模拟器。进行轻型武器和火炮武器的各种测试。

## 历史
苏联人民委员会1941年6月19日通过了关于建立武器工业研究所的法令，负责解决改进和开发小武器、火炮武器的相关问题.但二战的爆发导致这一决定被推迟。1944年5月17日，苏联武器人民委员签署了关于建立轻武器和航空炮研究所（НИИСПВА）的命令。该研究所成立于莫斯科附近昆采沃镇( Кунцеве)的莫斯科无线电工程厂
（ 代号304 工厂）内。
1948年，研究所获得代号 НИИ-61。
1950年，研究所迁往克里莫夫斯克。

## 嘉奖
- 十月革命勋章

## 领导人
- 康斯坦丁·尼古拉耶维奇·鲁德涅夫（1946-1948）
- 弗拉基米尔·尼古拉耶维奇·诺维科夫（1948-1953）

## 产品
- SR-1維克多手槍
- SR-2烏達夫手槍（英语：Udav）
- SR-2希瑟衝鋒槍
- SR-3旋風突擊步槍
- AS Val微聲自動步槍
- VSS Vintorez微聲狙擊步槍
- SPP-1水下手槍
- APS水下突擊步槍
- PSS消音手槍
- PKP「佩切涅格」通用機槍
- 9K113「康克斯」反戰車飛彈（英语：9M113 Konkurs）
- 2S9自走迫擊砲
- 扎拉萊茨-D
- RDG-U煙霧彈